# Ruta Sakowska

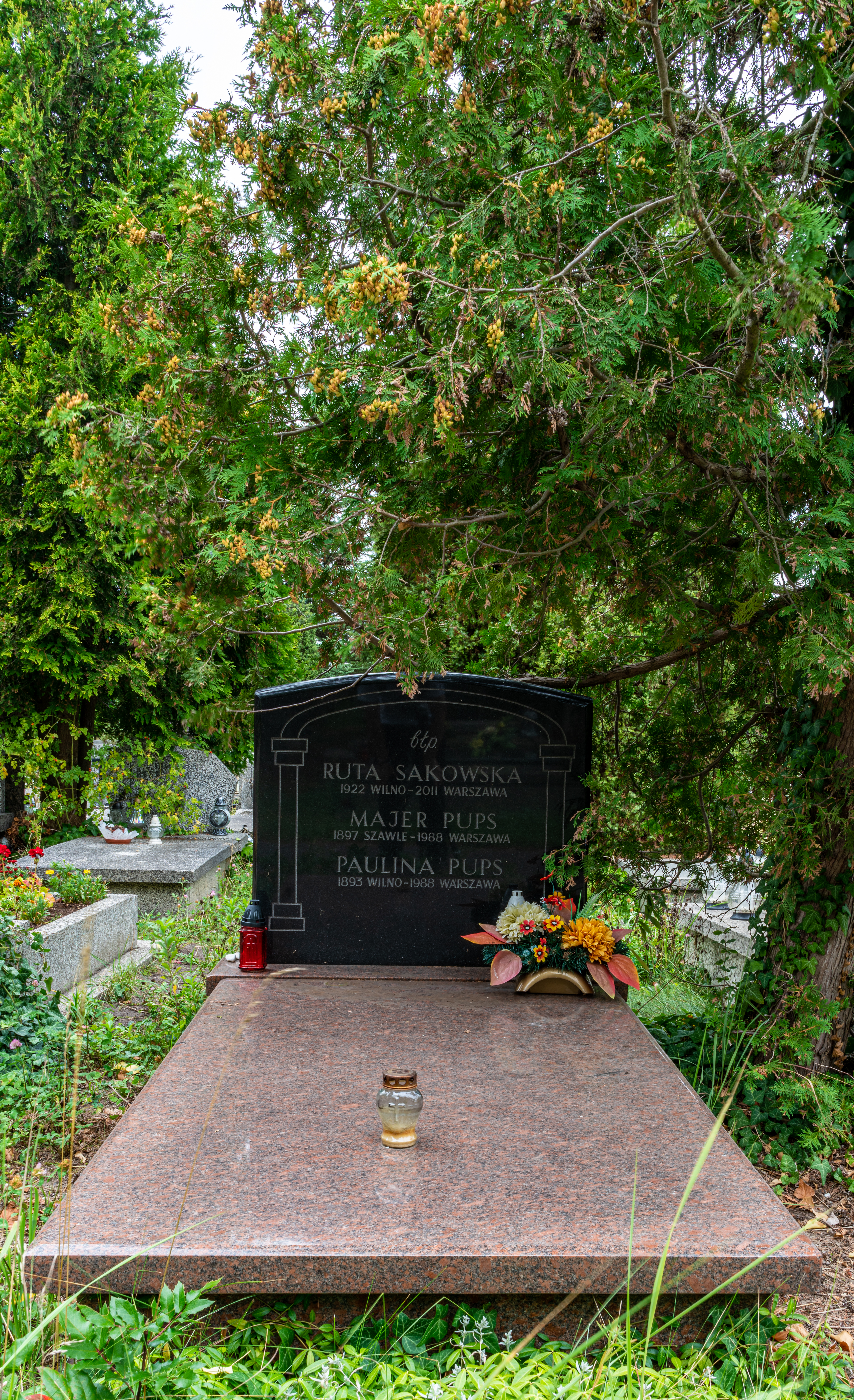
Grób Ruty Sakowskiej na cmentarzu Komunalnym Północnym w Warszawie

Ruta Sakowska, z domu Pups (ur. 29 lipca 1922 w Wilnie, zm. 22 sierpnia 2011 w Warszawie) – polska historyk, w latach 1958–2011 pracownik naukowy Żydowskiego Instytutu Historycznego. Zajmowała się Holokaustem, historią getta warszawskiego, była badaczką i edytorką materiałów z Archiwum Ringelbluma.

## Życiorys
Urodziła się w Wilnie w rodzinie żydowskiej, jako córka Majera Pupsa (1896–1988), dziennikarza prasy żydowskiej, i Pauliny z domu Sakow (1893–1988), pracownicy biblioteki białoruskiej. Po ukończeniu gimnazjum w Wilnie uczyła się w Warszawie i Pińsku. Okres II wojny światowej przeżyła w Związku Radzieckim. Tam pracowała m.in. fabryce włókienniczej w Ferganie. W 1944 rozpoczęła studia historyczne na Uniwersytecie Moskiewskim. Ukończyła je w 1949 na Uniwersytecie Wileńskim i następnie podjęła pracę jako nauczycielka i wykładowca w wileńskim Instytucie Nauczycielskim. W 1958 wraz z rodzicami repatriowała się do Polski i zamieszkała w Warszawie. W listopadzie 1958 podjęła pracę w Żydowskim Instytucie Historycznym. W 1975 w Instytucie Historii Polskiej Akademii Nauk uzyskała stopień naukowy doktora za rozprawę Życie społeczne w getcie warszawskim. 
Wprowadziła i uzasadniła dla historii getta pojęcie ewolucji form oporu: od oporu cywilnego do zbrojnego. Była badaczką i edytorką materiałów Archiwum Ringelbluma; pokazała Archiwum jako element dziejów ruchu oporu w getcie oraz fenomen interdyscyplinarnej instytucji, działającej według wysokich standardów naukowych wbrew sytuacji śmiertelnego zagrożenia. 
Zmarła w Warszawie. Ceremonia pożegnalna odbyła się 26 sierpnia w synagodze im. Małżonków Nożyków w Warszawie, następnie została pochowana na cmentarzu Komunalnym Północnym na Wólce Węglowej (kwatera W-XI-11, rząd 1, grób 7).

## Najważniejsze publikacje
- 2000: Archiwum Ringelbluma. Dzieci - tajne nauczanie w getcie warszawskim
- 1997: Archiwum Ringelbluma. Listy o zagładzie, t.1
- 1993: Ludzie z dzielnicy zamkniętej - z dziejów Żydów w Warszawie w latach okupacji hitlerowskiej: październik 1939-marzec 1943, wyd. II, (wyd. I 1974)
- 1993: Die zweite Etappe ist der Tod. NS-Ausrottungspolitik gegen die polnischen Juden, gesehen mit den Augen der Opfer: ein historischer Essay und ausgewählte Dokumente aus dem Ringelblum-Archiv 1941-1943
- 1986: Dwa etapy. Hitlerowska polityka eksterminacji w oczach ofiar

## Nagrody
Była laureatką nagrody im. Jana Karskiego i Poli Nireńskiej (1997), nagrody historycznej Polityki (1998) oraz nagrody przyznawanej przez Gminę Wyznaniową Żydowską w Warszawie za szczególne zasługi na polu badania historii Żydów (2011).